# 威利·貝恩
威利·貝恩（Willie Bain，1972年11月29日—）是一位蘇格蘭政治人物，他的黨籍是工黨。在2009年至2015年，他擔任東北格拉斯哥選區選出的國會議員。他也曾經擔任蘇格蘭影子內閣的內政大臣。